# Villengarten Sabersky

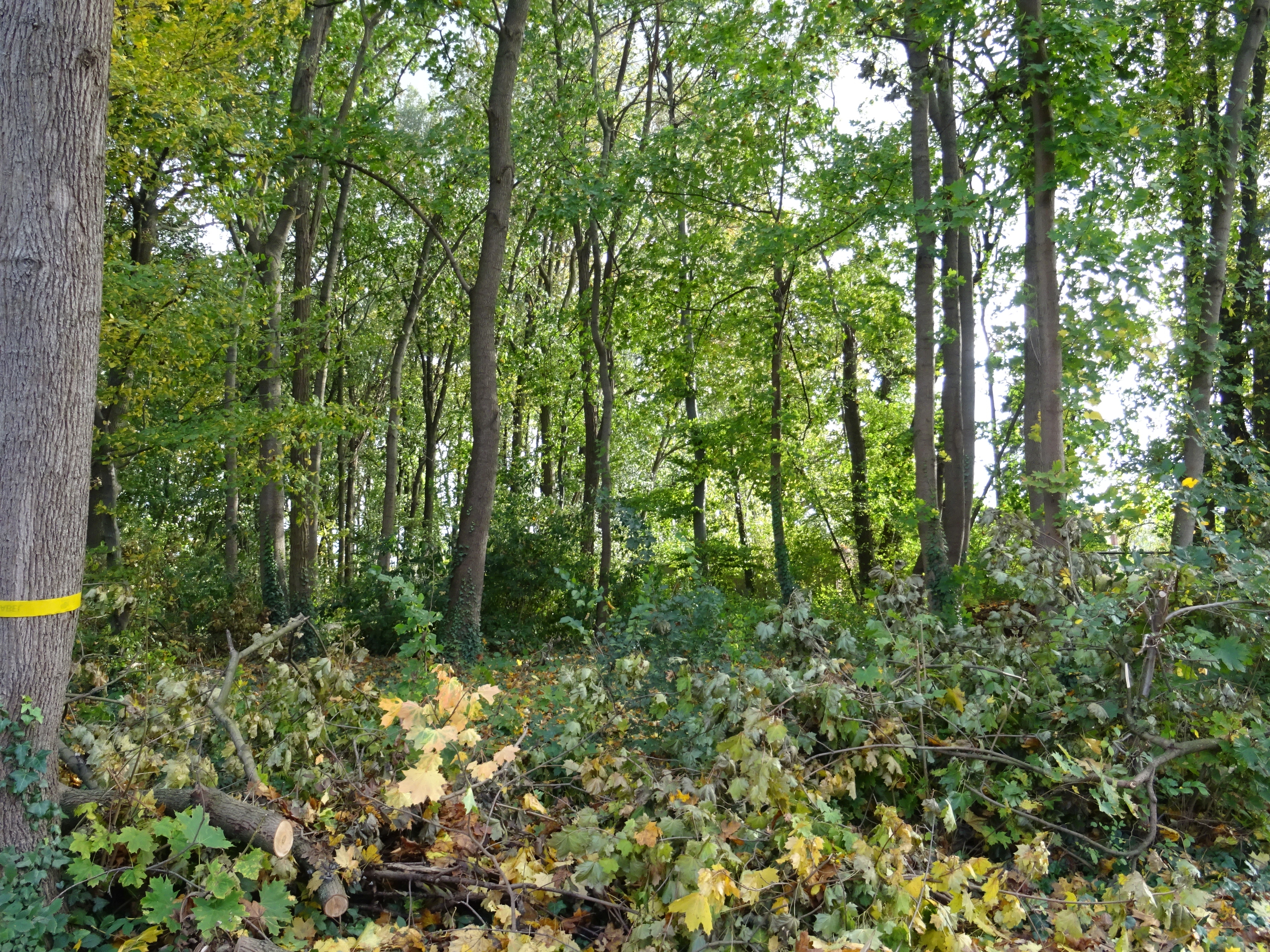
Der Park im Herbst 2017

Der Villengarten Sabersky, auch Sabersky-Park  genannt, ist ein baumbestandenes Areal im Ortsteil Seehof der Stadt Teltow im brandenburgischen Landkreis Potsdam-Mittelmark. Die ursprüngliche Anlage des Gartens wird dem Königlichen Oberhofgärtner Theodor Nietner aus Potsdam zugeschrieben. Nach 1990 war die mittlerweile verwilderte Fläche wie viele andere Areale in Seehof Teil eines umfangreichen und langwierigen Restitutionsverfahrens zur Rückgabe des von den Nationalsozialisten enteigneten jüdischen Besitzes an die Erben der ursprünglichen Eigentümer. 
2011 wurde die Anlage unter Denkmalschutz gestellt, unter anderem, um das Gebiet vor einer Bebauung zu schützen. Die mittlerweile wieder in ihr Eigentum eingesetzten privaten Besitzer protestierten gegen die Entscheidung mit der Begründung, dass die Nietnerschen Pläne vermutlich nur ein Entwurf gewesen und nie verwirklicht worden seien. Im November 2017 wurde nach einem Vergleich zwischen dem Brandenburgischen Landesamt für Denkmalpflege und den Eigentümern der Denkmalstatus aufgehoben.

## Lage

Seehof auf einem Messtischblatt von 1907. Das Gut liegt links unterhalb des Anfangs der Beschriftung von „Seehof“, der Park schließt sich nördlich an.

Die Anlage liegt in Seehof, einem Ortsteil der Stadt Teltow im Landkreis Potsdam-Mittelmark im Bereich des früheren Gutshauses des Ortes, etwa 1,5 Kilometer vom Stadtkern Teltows entfernt. Sie wird nach Norden begrenzt durch die durch den Ort führende Hauptstraße Lichterfelder Allee, nach Süden durch die Roseggerstraße, an der sich auch das frühere Gutshaus Seehof befindet. Östlich/nordöstlich des Parks liegt die Fritz-Reuter-Straße. Der Jacobsonsteig ist ein Fußweg, der an der Ostseite des Parks schräg zwischen Fritz-Reuter-Straße und dem früheren Gutshaus (heute als Ärztehaus genutzt) verläuft.

## Das Gut Seehof

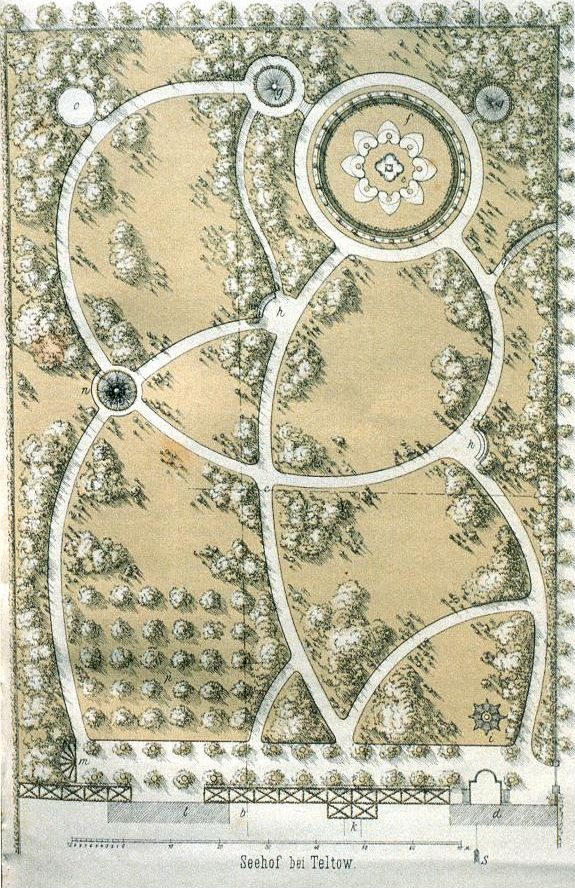
Plan von Theodor Nietner für den Hausgarten für Max Sabersky in Seehof, in „Deutscher Garten“, Ausgabe 1 von 1880.

Um 1840 erwarb der Teltower Ackerbürger Neumann ein größeres Anwesen und errichtete darauf Wohnhaus, zwei Tagelöhnerhäuser und eine große Scheune. 1856 kaufte der jüdische Berliner Kaufmann Herrmann Jacobson das Areal und errichtete darauf ein Herrenhaus, das ihm vor allem als Sommerresidenz diente. Er gab dem Gut den Namen „Seehof“ nach dem nahegelegenen Teltower See. Anfang der 1870er Jahre verkaufte Jacobson Seehof an die Brüder Max und Albert Sabersky. Sie parzellierten einen Großteil des Besitzes. Wegen der attraktiven Landschaft und der Nähe zu Berlin entwickelte sich Seehof zu einem Wohnort für Künstler, Wissenschaftler und Unternehmer.
Max Sabersky zeigte sich von Beginn seines Wirkens in Seehof an sehr interessiert an der Gartengestaltung. 1874 wandte er sich an den Verein zur Beförderung des Gartenbaues bezüglich der Einrichtung einer Gartenschule: „wenn eine sich dazu eignende Person sich fände, die eine derartige Anstalt in’s Leben rufen könnte, er gern ein sehr geeignetes Terrain zur Benutzung auf Jahre hinaus in Seehof bei Lichterfelde gratis überlassen würde“.
Im Jahr 1880 wurde in der Zeitschrift „Deutscher Garten“ ein Plan des  Potsdamer Königlichen Oberhofgärtners Theodor Nietner für den Hausgarten von Max Sabersky in Seehof veröffentlicht. Die Rede ist von einem 17.600 Quadratmeter großem Park mit Platanen. Außer dem Gutshaus besaß die Familie Sabersky seit Anfang der 1880er Jahre ein weiteres repräsentatives Wohnhaus, heute als „Sabersky-Villa“ bekannt. Sie liegt etwa 500 Meter nordöstlich des Gutshofs an der heutigen Max-Sabersky-Allee, Ecke Hauffstraße. Im Gutspark wurde 1904 eine Villa für Paul Mamroth gebaut, der mit Max Saberskys Tochter Elsa verheiratet war. 
Max Sabersky war bereits 1887 gestorben. Nach dem Tod von Albert Sabersky im Jahr 1907 fielen die Grundstücke in Teltow an eine Erbengemeinschaft aus den Nachkommen der Brüder. Das Gutshaus wurde vermietet.
Von 1933 bis 1939 wurden weitere Teile des Landbesitzes der Sabersky-Erben parzelliert. Planungen dazu hatte es zuvor seit längerer Zeit gegeben.
Auch das Areal des Parks sollte laut Wirtschaftsplan der Stadt Teltow von 1927 in die Parzellierung einbezogen werden.
Die jüdischen Mitglieder der Erbengemeinschaft Sabersky flohen vor dem nationalsozialistischen Regime ins Ausland, ein Sohn von Max Sabersky überlebte die Zeit in Deutschland. 1938 starb Paul Mamroth, die Villa wurde in den folgenden Jahren zerstört.
Nach der deutschen Teilung 1949 kam Seehof zur DDR. Der Gutspark blieb unbebaut und verwilderte im Laufe der Zeit.

## Die Kontroverse um den Denkmalschutz
Nach 1990 waren etliche Grundstücke in Seehof Gegenstand eines der umstrittensten Restitutionsverfahrens nach der Deutschen Wiedervereinigung. Kernfrage dabei war, ob der Verkauf in den 1930er Jahren freiwillig oder unter Druck des nationalsozialistischen Regimes erfolgte. Es kam zu einer Reihe von Gerichtsverfahren, die sich über zwanzig Jahre hinzogen. Der Park wurde wieder an die Erben der Familie Sabersky übergeben. Gegen Pläne zur Bebauung des Geländes kam es im Ort um das Jahr 2010 zu heftigen Protesten.
Im Jahr 2011 wurde die Anlage des Parks als „Villengarten Sabersky“ unter Denkmalschutz gestellt. Das Gutachten des Denkmalamtes würdigte den Park als wichtiges Werk von Theodor Nietner, das „in seinen Grundzügen erhalten geblieben“ sei.
Das Landesamt für Denkmalpflege begründete den Denkmalschutz, die ursprüngliche Struktur „sei anhand der zahlreichen Altbäume, des Geländeprofils und der als Pfade oder im Geländerelief ablesbaren Wege nachvollziehbar“. Auch sei in Luftbildern von 1945 die Nietnersche Wegestruktur erkennbar.
Die Eigentümer kündigten daraufhin an, gegen die Entscheidung juristisch vorgehen zu wollen. Sie verwiesen darauf, dass Wege in einem angelegten Garten einen entsprechenden Unterbau haben, der hier jedoch nicht gefunden werden konnte. Auch Spuren der auf den Plänen Nietners dargestellten Bauten wie eines Springbrunnens gäbe es nicht.

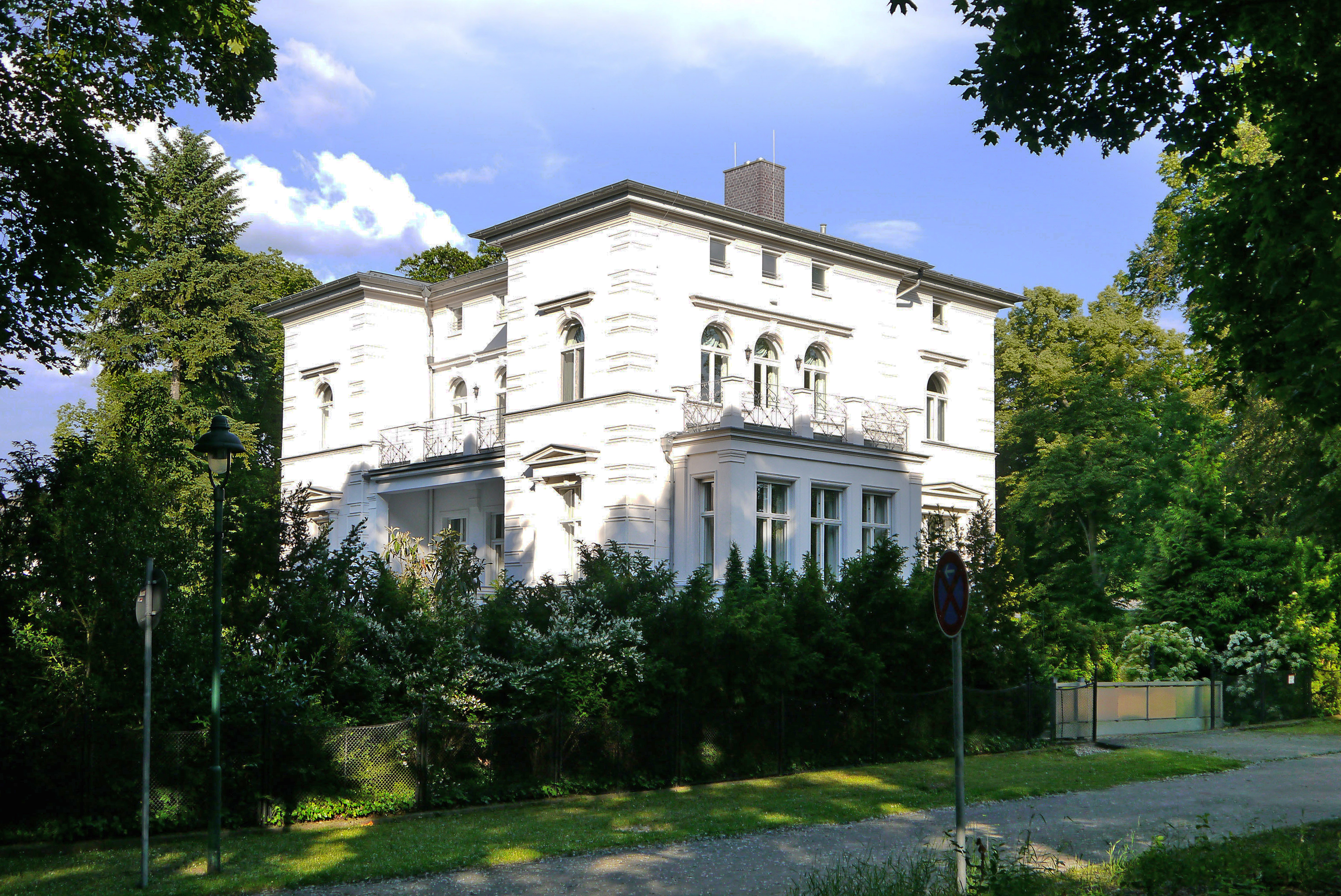
Villa der Familie Sabersky in der heutigen Max-Sabersky-Allee

In einem von der Erbengemeinschaft im Jahr 2015 in Auftrag gegebenen Gutachten wird angeführt, dass „der Denkmalschutz zum Zwecke der Verhinderung der Bebauung der Fläche mit Eigenheimen instrumentalisiert“ worden wäre. Der Nietnersche Entwurf sei so nie realisiert worden. Sabersky hätte Nietner vier Jahre nach dem Erstauftrag um einen erweiterten Entwurf gebeten. Das Gutachten verwies darauf, dass die Veröffentlichung von Nietners Plan 1880 eine Verbindung von Villa und Gutshaus mit Promenade und Laubengang beschreiben würde. Da es die Villa nie gab, sei dies auch für den Garten wenig wahrscheinlich. Zudem hätte die damals schon bestehende Straße im Norden des Gutsparks (die heutige Lichterfelder Allee) in den Plänen erscheinen müssen. Auch hätte die 1904 gebaute Mamroth-Villa schon damals entscheidend in die Substanz des Parks eingegriffen. Dem Gutachter erschien es denkbar, dass Teile des Plans stattdessen um die andere Villa der Familie Sabersky an der heutigen Max-Sabersky-Allee realisiert wurden. Dort stehen neben der Villa auch der Garten mit Borkenhaus unter Denkmalschutz. Die ursprüngliche Gestalt der dortigen Anlage lässt sich jedoch nicht mehr nachvollziehen, da Teile des Grundstücks nach 1990 mit Siedlungshäusern bebaut wurden.
Im November 2017 erklärte das Landesamt für Denkmalpflege, es habe sich mit den Erben auf einen Vergleich verständigt. Der Denkmalschutz wurde aufgehoben und die Besitzer erklärten sich zu einer umfassenden Dokumentation der Anlage bereit. Das Denkmalamt sei nicht davon überzeugt, eine gerichtliche Auseinandersetzung zu gewinnen und habe sich daraufhin zu dem Vergleich bereit erklärt. Die Besitzer kündigten eine zumindest teilweise Bebauung des Areals an.
Ende 2018 ließen die Eigentümer eine Reihe von Bäumen im Areal fällen, wogegen sich heftiger Protest von anderen Anwohnern und Bürgerinitiativen regte. Die Kontroverse um die Nutzung  setzte sich auch in den folgenden Jahren fort. Laut Liegenschaftskataster ist das Gelände als Waldgebiet ausgewiesen, die Stadt Teltow möchte eine Parkanlage schaffen. Die Eigentümer wiederum treiben die Entwicklung als Bauland voran. Ein Sprecher der Sabersky-Erben erklärte 2020, es ginge der Stadt „gezielt darum, die Erbengemeinschaft an der vertragsgemäßen Nutzung ihres Grundstücks zu hindern“ und verglich die Haltung der Stadt mit einer erneuten Enteignung. Die Stadt erklärte sich bereit, das Areal zu einem „angemessenen Preis“ zu erwerben.